# Коцур Ольга Сергіївна
Коцур Ольга Сергіївна – фольклористка, співачка, артистка  Міського Палацу культури імені В’ячеслава Радченка (Чернігів), керівниця народного аматорського фольклорного колективу «Сіверяни» та засновниця фолк-гурту «Калита», регент  Спасо-Преображенського собору (Чернігів).

## Життєпис
Народилася в Чернігові, але родинне коріння сягає Чернігівського та Козелецького районів. Співає з дитинства. Володіє широким вокальним діапазоном – може виконувати спів як академічно, так і народно.
Родина була музична, творча. Старший брат грав на баяні. Батьки й бабуся з дідом – співали. Дід мав рідкісний голос, високий і дзвінкий, – був виводчиком (виводив основну мелодію).
Закінчила  музичне училище імені Л. Ревуцького, потім  Національну академію керівних кадрів культури і мистецтв. За фахом – хормейстер, регент.

## Професійний і творчий шлях
Під час навчання Ольга співала у Воскресенській церкві (Чернігів), потім у  Спасо-Преображенському соборі (Чернігів).
З 1995 року – Чернігівський обласний філармонійний центр фестивалів та концертних програм, Чернігівський академічний народний хор.
2013 року  -  створений фолк-гурт «Калита» (тріо), учасники якого Ольга Коцур, Ірина Лагойко, Оксана Пронченко та акомпаніатор і чоловік Ольги Володимир Макеєв. Одним із напрямків пісенного виконання – жанр етно-фолк-рок.
2014 року – участь фольклорного тріо у Всеукраїнському молодіжному фестивалі сучасної пісні та популярної музики «Червона рута».
До 2016 року – хормейстер, методист по фольклору Чернігівського обласного навчально-методичного центру культури і мистецтв.
2017 року – отримала пропозицію стати керівником «Сіверян» (Народний аматорський фольклорний ансамбль) при Міському Палаці культури.
Нині опікується творчими колективами Міського палацу культури «Сіверяни» та «Калита»; фольклорним колективом «Горлиця» з с. Шестовиця, народним аматорським хором «Любисток» у с. Хмільниця. Ще пані Ольга – регент хору Спасо-Преображенського собору.

## Святкові події та творчі заходи
- грудень 2016 – свято творчості, що трансформувалося у справжній тріумф народно-фольклорної пісні. (Козелець)[5]
- січень, 2017 – святковий концерт із нагоди Дня Соборності України. [6]
- листопад 2017 – участь у концерті з нагоди  Всеукраїнського дня працівників культури та майстрів народного мистецтва.[7]
- 24 березня 2018 року - звітний концерт Міського Палацу культури «Музика єднає всіх» усі присутні мали змогу насолодитись співом вокалістів та видовищними хореографічними постановками.[8]
- березень 2018 – ювілейний концерт «Уже весна, уже красна..» з нагоди 30-річчя народного аматорського фольклорного колективу «Сіверяни».[9]
- 5-9 липня 2018 -  фольклорно-етнічний гурт «Калита» представляв Україну на VI міжнародному китайському тижні культури та мистецтва, що проходив у китайському місті Ланьчжоу. Гості та учасники заходу відчули колористику автентичного співу Чернігово-Сіверської землі, гри на музичних інструментах, а також на власні очі побачили традиційність, яскравість та повноту регіонального національного костюму.[10]
- грудень 2019 - концерт «Ой летіла біла пава» фолк-гурту «Калита» (Андріївські вечорниці), де був презентований повноформатний альбом колективу. [11]
- січень 2020 року – концерт «Ой грай, вигравай!» (Як потрібно проводжати зиму? Лірично, весело та з гарною музикою!).[12]
- 13 березня 2021 року – 25-річний ювілей творчої діяльності Ольги Коцур.[13]
- 7 липня 2023 року – свято Купала; театралізоване дійство, де представили пісні та обряди Чернігівщини. [14]
- січень 2024 – участь у міжнародному двотуровому фестивалі-конкурсі «Зимова фантазія. Різдвяні візерунки» (Київ). Колектив «Калита» здобув Диплом лауреата І премії у номінації «Вокал народний». Цю високу нагороду гурт отримав за натхненне виконання традиційної колядки.

Сьогодні народний аматорський фольклорний ансамбль «Сіверяни» і фолк-гурт «Калита» - колективи професіоналів, мета яких - розвиток автентичного пісенного фольклору Чернігівщини.

## Відзнаки та вшанування
- Лауреатка конкурсу «Жінка року - 2018» (грудень 2018)[15]
- Лауреатка обласної премії імені Василя Полевика, (жовтень 2019)[16]
- Почесна грамота Чернігівської обласної державної адміністрації (листопад 2020)[17]